# Moon Ga-young
Mun Ka-young (hangul: 문가영; hanja: 文佳煐; rr: Mun Ka-yeong; MR: Mun Kayŏng; nascida em 10 de julho de 1996) é uma atriz germânica-coreana. Desempenhou papéis nos k-dramas Heartstrings (2011), Exo Next Door (2015), The Merchant: Gaekju 2015 (2015), Mirror of the Witch (2016), Don't Dare to Dream (2016), Tempted (2018), Welcome to Waikiki 2 (2019) e True Beauty (2020).

## Biografia

### Vida pessoal
Moon nasceu em Karlsruhe, Alemanha de pais sul-coreanos. Sua família voltou para a Coreia do Sul quando ela tinha 10 anos de idade.

### Vida profissional
Mun começou sua carreira de atriz em 2006 como atriz infantil, aparecendo no cinema e na televisão.
Em 2014, a já adolescente Mun desempenhou seu primeiro papel principal como protagonista em Mimi, um drama de mistério e romance de quatro episódios que foi ao ar no canal a cabo Mnet.
Em abril de 2015, Mun interpretou a protagonista feminina na websérie, EXO Next Door, que foi ao ar na Naver TV Cast.
Ela então desempenhou papéis coadjuvantes na série de televisão Don't Dare to Dream e Live Up to Your Name.
Em 2017, ela estrelou o drama especial Waltzing Alone.
Em 2018, ela estrelou o drama romântico Tempted, baseado no romance francês do século 18, Les Liaisons dangereuses. Seu desempenho lhe rendeu o Prêmio de Excelência de Melhor Atriz no MBC Drama Awards.
Em 2019, Mun foi escalado como um dos papéis principais femininos em Welcome to Waikiki 2.
Em 2020, Mun foi escalada como a protagonista feminina na série de televisão de romance Find Me in Your Memory. Mun também foi escalada como uma protagonista feminina em uma série de televisão baseada em um webtoon, True Beauty, que foi ao ar em dezembro de 2020.

## Filmografia

### Filmes
| Ano  | Título                | Papel             | Ref.  |
| ---- | --------------------- | ----------------- | ----- |
| 2006 | To Sir, with Love     | young Eun-young   |       |
| 2007 | Bunt                  | Oh Ye-ryung       |       |
| 2007 | Black House           | Chul-yeon (Voice) |       |
| 2007 | Shadows in the Palace | Il-won            |       |
| 2007 | Our Town              | young So-yeon     |       |
| 2008 | Do You See Seoul?     | Bun-rye           |       |
| 2013 | Killer Toon           | Jo Seo-hyun       | [ 3 ] |
| 2015 | Salut d'Amour         | Ah-young          | [ 4 ] |
| 2015 | Island                | Yeon-joo          | [ 5 ] |
| 2016 | Eclipse               | Eun-young         | [ 6 ] |
| 2016 | Twenty Again          | Soo-mi            | [ 7 ] |

### Séries de televisão
| Ano       | Título                    | Papel               | Emissora      | Ref.                                 |
| --------- | ------------------------- | ------------------- | ------------- | ------------------------------------ |
| 2006      | Fallen Angel, Jenny       | Hye-mi              | Mnet          |                                      |
| 2007      | Cloudy Today              | Ri-na               | EBS           |                                      |
| 2007      | Prince Hours              |                     | MBC           |                                      |
| 2007      | By My Side                | Seo Eun-joo jovem   | MBC           |                                      |
| 2007      | Witch Yoo Hee             | Ma Yoo-hee jovem    | SBS           |                                      |
| 2007      | Merry Mary                | Hwang Mae-ri jovem  | MBC           |                                      |
| 2007      | Hometown Over the Hill    | Na Hae-young        | KBS1          |                                      |
| 2008      | Bitter Sweet Life         | Ha Na-ri            | MBC           |                                      |
| 2009      | Ja Myung Go               | So-so jovem         | SBS           |                                      |
| 2009      | Friend, Our Legend        | Choi Jin-sook jovem | MBC           |                                      |
| 2010      | The Reputable Family      | Han Dan-yi jovem    | KBS1          |                                      |
| 2010      | Bad Guy                   | Hong Tae-ra jovem   | SBS           |                                      |
| 2011      | Heartstrings              | Lee Jung-hyun       | MBC           |                                      |
| 2013      | Who Are You?              | Dan Oh-reum         | tvN           | participação especial, episódios 1-2 |
| 2013      | Wang's Family             | Wang Hae-bak        | KBS2          | [ 2 ]                                |
| 2014      | Mimi                      | Mi-mi               | Mnet          |                                      |
| 2015      | EXO Next Door             | Ji Yeon-hee         | Naver TV Cast |                                      |
| 2015      | The Merchant: Gaekju 2015 | Wol-yi              | KBS2          | [ 8 ]                                |
| 2015      | Delicious Love            | Park Soo-jin        | Naver TV Cast | [ 9 ]                                |
| 2016      | Mirror of the Witch       | Sol-gae             | JTBC          | [ 10 ]                               |
| 2016      | Don't Dare to Dream       | Lee Ppal-gang       | SBS           |                                      |
| 2017      | Live Up to Your Name      | Dongmakgae          | tvN           |                                      |
| 2017      | Waltzing Alone            | Kim Min-Sun         | KBS2          |                                      |
| 2018      | Tempted                   | Choi Soo-ji         | MBC           |                                      |
| 2019      | Welcome to Waikiki 2      | Han Soo-yeon        | JTBC          |                                      |
| 2020      | Find Me in Your Memory    | Yeo Ha-jin          | MBC           |                                      |
| 2020–2021 | True Beauty               | Im Ju-gyeong        | tvN           |                                      |

### Shows de variedade
| Ano  | Título          | Emissora       | Notas            |
| ---- | --------------- | -------------- | ---------------- |
| 2009 | Sinnara Science | KBS1           |                  |
| 2020 | Food Avengers   | Olive TV & TvN | Membro do elenco |